# Shipyard Island (Yukon)
Shipyard Island ist eine Insel im Yukon River. Diese liegt ca. 500 m unterhalb vom ehemaligen Woodyard Hootalinqua und ist ein beliebter Haltepunkt für Flusswanderer. Rechts der Insel liegt das Wrack des Schaufelraddampfers Evelyn. Zahlreiche Relikte aus der Zeit des Klondike-Goldrauschs sind auf der kleinen Insel verteilt. 
Bei Niedrigwasser kommt auf der Rückseite der Insel eine langgezogene Kiesbank zum Vorschein. Diese bietet eine Alternative zum Lagerplatz Hootalinqua.